# Irene Taylor Brodsky

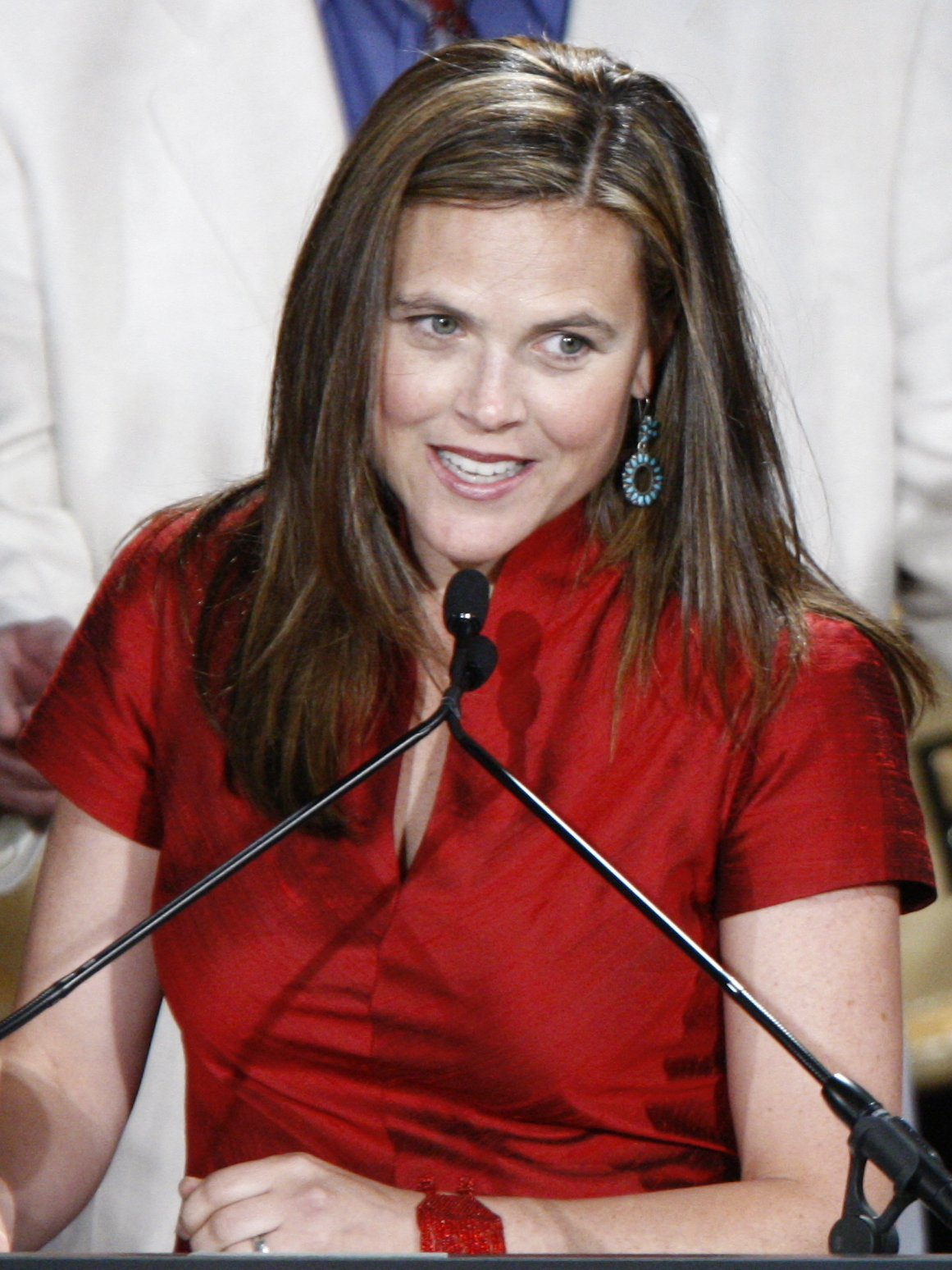
Irene Taylor Brodsky

Irene Taylor Brodsky ist eine oscarnominierte Regisseurin und Produzentin von Dokumentarfilmen.

## Leben und Leistungen
Brodsky besuchte bis ins Jahr 1988 die Brighton High School und studierte anschließend an der New York University sowie an der Columbia University Graduate School of Journalism.
Irene Taylor Brodsky war zunächst Fotografin, bis sie im Jahr 1990 einem Filmteam bei den Dreharbeiten eines Dokumentarfilms über die Cree als Standortfotografin beitrat. In den frühen 1990er Jahren hielt sie sich außerdem für fünf Jahre für ein Fotografieprojekt und anschließenden Dreharbeiten in Kathmandu, Nepal, auf. Nach der Veröffentlichung des Bildbandes Buddhas in Disguise über behinderte Menschen im Himalaya trat sie an die Hilfsorganisation UNICEF heran, um ihr Material zu verfilmen, woraus schlussendlich der halbstündige Film Ishara entstand.
In den Folgejahren wirkte sie an einer Reihe weiterer Dokumentationen mit, die sich mit Themen wie Polygamie oder dem amerikanischen Gesundheitssystem auseinandersetzten. Weiterhin begann sie als Produzentin für Dokumentarfilme zu arbeiten. 2004 gewann die Dokumentation Heart of the Country über den amerikanischen Architekten Samuel Mockbee, an der Brodsky als Produzentin beteiligt war, einen Emmy.
Im Jahr 2007 drehte sie den Dokumentarfilm Hear and Now, bei dem sie neben der Regie auch das Drehbuch schrieb und für Tonschnitt, Kamera und Produktion verantwortlich war. Der Film handelt von ihren Eltern,	Paul und Sally Taylor, die beide taub geboren wurden und sich im Alter von 65 Jahren entschieden, ein Cochleaimplantat einsetzen zu lassen. Hear and Now, der erste Dokumentarfilm Brodskys in Spielfilmlänge, wurde bei seiner Aufführung auf dem Sundance Film Festival mit dem Publikumspreis für den besten Dokumentarfilm ausgezeichnet, weitere Auszeichnungen, darunter auch der Peabody Award, folgten.
Schließlich wurde sie von der karitativen Abteilung Googles angesprochen, um einen Film über die Bemühungen im Kampf gegen die Krankheit Polio zu drehen, da man diese mehr in das Bewusstsein der Öffentlichkeit rücken wollte. So entstand unter ihrer Regie der Dokumentarkurzfilm The Final Inch, für den sie unter anderem in Indien und Afghanistan drehte. Nach der Veröffentlichung des Films im Jahr 2009 wurde sie zusammen mit dem Produzenten Tom Grant für den Oscar in der Kategorie Bester Dokumentar-Kurzfilm nominiert, konnte sich jedoch nicht gegen Megan Mylan durchsetzen, die die Auszeichnung für ihren Film Smile Pinki erhielt.
2011 drehte sie einen weiteren Film, Saving Pelican 895, in der sie die Rettung eines Pelikans nach der Ölpest im Golf von Mexiko 2010 dokumentierte. Die Umweltorganisation International Bird Rescue verlieh ihr daraufhin den Every Bird Matters Award für die Aufmerksamkeit, die sie einem einzelnen Tier zukommen ließ und den damit einhergehenden Hinweis auf die Bedeutung jedes einzelnen Lebens. Außerdem nominierte man den Film für den Environmental Media Award.
Ihr Dokumentarkurzfilm One Last Hug (…and a few smooches): Three Days at Grief Camp, der sich mit Kindern befasst, die Familienangehörige verloren haben und sich daher in einem „grief camp“ (dt.: „Trauerlager“) bei Los Angeles aufhalten, wurde 2013 veröffentlicht und auf dem Hamptons International Film Festival aufgeführt, wo er mit einem Publikumspreis ausgezeichnet wurde.
Irene Taylor Brodsky hat inzwischen ihre eigene Produktionsfirma, Vermilion Pictures, gegründet. Mit dieser arbeitet sie an einem weiteren Film in Spielfilmlänge, der den Titel Four Walls Around Me trägt.

## Filmografie (Auswahl)
| Jahr | Titel                                                        | Funktion                                                           |
| ---- | ------------------------------------------------------------ | ------------------------------------------------------------------ |
| 2004 | Heart of the Country                                         | Produzentin                                                        |
| 2007 | Hear and Now                                                 | Regisseurin, Produzentin, Drehbuchautorin, Kamerafrau, Filmschnitt |
| 2009 | The Final Inch                                               | Regisseurin, Produzentin                                           |
| 2011 | Saving Pelican 895                                           | Regisseurin, Produzentin                                           |
| 2013 | One Last Hug (…and a few smooches): Three Days at Grief Camp | Regisseurin                                                        |
| 2024 | Ich bin: Celine Dion                                         | Regisseurin, Produzentin                                           |

## Auszeichnungen
- 2004: Emmy in der Kategorie „Outstanding Feature in a Regularly Scheduled Broadcast“ für Heart of the Country.[5]
- 2007: Sundance Film Festival: Nominierung für den Großen Preis der Jury – Bester Dokumentarfilm für Hear and Now.[15]
- 2007: Sundance Film Festival: Publikumspreis – Bester Dokumentarfilm für Hear and Now.[7]
- 2007: Heartland Film Festival: Auszeichnung „Bester Dokumentarspielfilm“ für Hear and Now.[15]
- 2008: PGA Awards: Nominierung für den Motion Picture Producer of the Year Award in der Kategorie „Documentary Theatrical Motion Pictures“ für Hear and Now.[16]
- 2008: Peabody Award für Hear and Now.[8]
- 2009: Heartland Film Festival: Crystal Heart Award in der Kategorie „Kurzfilm“ für The Final Inch.[17]
- 2009: Oscar-Nominierung in der Kategorie „Bester Dokumentar-Kurzfilm“ für The Final Inch.[15]
- 2009: IDA Documentary Awards: Pare Lorentz Award für The Final Inch.[18]
- 2011: Ashland Independent Film Festival: Publikumspreis als „bester Dokumentar-Kurzfilm“ für Saving Pelican 895.[15]
- 2011: Nominierung für den Environmental Media Award in der Kategorie „Dokumentation“ für Saving Pelican 895[11]
- 2011: Every Bird Matters Award für Saving Pelican 895.[10]
- 2013: Hamptons International Film Festival: Publikumspreis in der Kategorie „Bester Kurzfilm“ für One Last Hug (…and a few smooches): Three Days at Grief Camp[13]

## Werke
- Buddhas in Disguise: Deaf People of Nepal, 1997[19]